# 杨希古
杨希古（?—?），字尚之，弘农郡华阴（治今陕西省华阴）人。出自弘农杨氏越公房，唐朝官员，黄巢大齐政权宰相。
杨希古是杨异的九世孙，祖父國子祭酒杨寧，伯父刑部尚書、東川節度使杨汝士，字慕巢；京兆尹杨虞卿，字師皋；天平軍節度使、檢校戶部尚書楊漢公，字用乂。父亲楊魯士，字宗尹，官至長安令。是荊南節度使杨知温（字德之）、戶部侍郎杨知至（字幾之）的堂弟。杨希古在唐僖宗时官至尚书右丞，在长安被黄巢俘获。881年1月16日（广明元年十二月十三日），黄巢称帝，在含元殿即皇帝位，定国号为大齐，册立其妻子曹氏为皇后。任命尚让为太尉兼中书令，赵璋为兼侍中，崔璆、杨希古并为同平章事，又任命太常博士皮日休为翰林学士。杨希古之子杨徵。